# Erebia hispania
Erebia hispania är en fjärilsart som beskrevs av Butler 1868. Erebia hispania ingår i släktet Erebia och familjen praktfjärilar. IUCN kategoriserar arten globalt som livskraftig. Inga underarter finns listade i Catalogue of Life.

## Bildgalleri